# Leary (Georgia)
Leary – miasto w Stanach Zjednoczonych, w stanie Georgia, w hrabstwie Calhoun.